# معتمدية قليبية
معتمدية قليبية إحدى معتمديات الجمهورية التونسية، تابعة لولاية نابل.

### مواضيع ذات علاقة
- ولاية نابل.

1. 1 2 3 4 5  "المناطق الترابية (العمادات) حسب الولايات والمعتمديات". اطلع عليه بتاريخ 2024-11-30.